# Henry Lawrie
James Henry Lawrie (ur. ? – zm. ?) – argentyński piłkarz, grający podczas kariery na pozycji pomocnika.

## Kariera klubowa
Henry Lawrie podczas kariery występował w Lomas Athletic Buenos Aires i Alumni AC. Z Alumni czterokrotnie zdobył mistrzostwo Argentyny w 1907, 1909, 1910 i 1911. W 1906 z 8 bramkami na koncie był królem strzelców ligi argentyńskiej.

## Kariera reprezentacyjna
W reprezentacji Argentyny Lawrie występował w latach 1909–1911. W reprezentacji zadebiutował 10 października 1909 w wygranym 3-1 meczu z Urugwajem, którego stawką była Gran Premio de Honor Argentino.
Ostatni raz w reprezentacji Murray wystąpił 29 października 1911 w przegranym 0-3 meczu z Urugwajem, którego stawką było Gran Premio de Honor Uruguayo. Ogółem w barwach albicelestes wystąpił w 3 meczach, w których zdobył bramkę.
| Mecze i gole w reprezentacji | Mecze i gole w reprezentacji | Mecze i gole w reprezentacji | Mecze i gole w reprezentacji | Mecze i gole w reprezentacji | Mecze i gole w reprezentacji | Mecze i gole w reprezentacji |
| #                            | Data                         | Miasto                       | Przeciwnik                   | Gol                          | Wynik                        | Rozgrywki                    |
| ---------------------------- | ---------------------------- | ---------------------------- | ---------------------------- | ---------------------------- | ---------------------------- | ---------------------------- |
| 1.                           | 10.10.1909                   | Buenos Aires                 | Urugwaj                      |                              | 3:1                          | Gran Premio Argentino        |
| 2.                           | 11.09.1910                   | Viña del Mar                 | Chile                        | Gol                          | 3:0                          | towarzyski                   |
| 3.                           | 29.10.1911                   | Montevideo                   | Urugwaj                      |                              | 0:3                          | Gran Premio Uruguayo         |